# 柳叶白前
柳叶白前（学名：[Cynanchum stauntonii] 错误：{{Lang}}：文本有斜体标记（帮助））为夹竹桃科鹅绒藤属的植物。

## 特征
多年生草本，高可达60厘米；匍匐状根状茎细长，节上簇生多数须根；细柱形茎直立，单一或分枝；线状披针形叶子对生；聚伞状花序腋生，夏季开紫色小花，线形裂片。

## 分布
分布于中国大陆的江西、贵州、安徽、江苏、浙江、湖南、广西、福建、广东、甘肃等地，多生在低海拔的山谷湿地和水中，目前尚未由人工引种栽培。

## 别名
江杨柳、水豆粘、西河柳（江西）；草白前、水杨柳（浙江）；酒叶草（湖南）；鹅管白前、鹅白前（上海）

## 药用
柳叶白前的根状茎及根为中药白前。

## 外部連結
- 柳葉白前 Liuyebaiqian （页面存档备份，存于） 藥用植物圖像數據庫 (香港浸會大學中醫藥學院) （中文）（英文）
- 白前 Baiqian （页面存档备份，存于） 中藥材圖像數據庫 (香港浸會大學中醫藥學院) （中文）（英文）
- 白前 Bai Qian （页面存档备份，存于） 中藥標本數據庫 (香港浸會大學中醫藥學院) （繁體中文）（英文）